# Faculté de droit et de criminologie de l'université catholique de Louvain
La faculté de droit et de criminologie (DRT) est l'une des facultés de l'université catholique de Louvain (UCLouvain), située à Louvain-la-Neuve, en Belgique. Elle continue la Faculté de droit de l'université établie et créée à Louvain en 1835. En parallèle, une faculté de droit distincte et autonome (DRTB) œuvre sur le site de l'UCLouvain Saint-Louis - Bruxelles.

## Histoire
Plusieurs universités et donc facultés de droit se sont succédé à Louvain. Voici un résumé de leur histoire. 

### Universitas studii Lovaniensis
Dès la fondation de l'université de Louvain, fondée en 1425 et supprimée par la loi en 1797, il y avait deux facultés de droit : celle de droit romain et celle de droit canonique. À partir de Philippe II, seuls les étudiants diplômés de Louvain et de Douai pouvaient exercer aux Pays-Bas méridionaux.
De nombreux professeurs, toutefois, comme Josse Le Plat (1732-1810)  ou Charles Lambrechts (1753-1825), qui fut recteur en 1786, étaient partisans de l'Aufklärung, du fébronianisme et du joséphisme. En 1788 la Faculté de droit, comme celles de médecine et des arts sont transférées à Bruxelles. Le recteur magnifique était alors Jean-Guillaume van Leempoel (1751-1796), partisan des réformes et franc-maçon.

### Université d'État de Louvain
Fondée en 1817 et supprimée par la loi en 1835, cette faculté forma la première génération des grands juristes belges qui furent les premiers créateurs et administrateurs du nouveau royaume de Belgique. Contrairement à ce qu'écrit Victor Brants, professeur à l'université catholique de Louvain selon qui « La période de réunion de la Belgique à la Hollande dans le royaume des Pays-Bas, de 1814 à 1830, vit à Louvain une Université officielle d'État dont nous dirons peu de choses, car son éclat paraît bien faible en ce qui concerne la faculté juridique; on y trouve peu de noms qui aient marqué dans l'histoire du droit ». L'Université d'État de Louvain fut loin d'être une "parenthèse sans éclat" ou pour citer le professeur Léon van der Essen : « l'université d'État, véritable avorton que Guillaume Ier de Hollande avait créé en 1816 dans la vieille cité universitaire », elle eut des professeurs brillants, comme les professeurs Léopold Auguste Warnkoenig, considéré comme l'un des plus éminents représentants de l'école allemande d'histoire du droit, Jean-François-Michel Birnbaum, de Bamberg, ou Xavier Jacquelart ancien professeur à l'ancienne université de Louvain et à l'École de Droit de l'Université impériale à Bruxelles et ensuite professeur à la faculté de droit de l'Université d'État de Louvain, Jean Philippe Debruyn, également ancien professeur dans l'ancienne université de Louvain ou Adolphe Roussel, ancien étudiant puis professeur à l'université d'État de Louvain puis à l'Université libre de Bruxelles, figure marquante de la révolution belge de 1830 pour l'indépendance nationale, à laquelle, quoique de nationalité française, il participa avec ardeur.

### Université catholique de Louvain

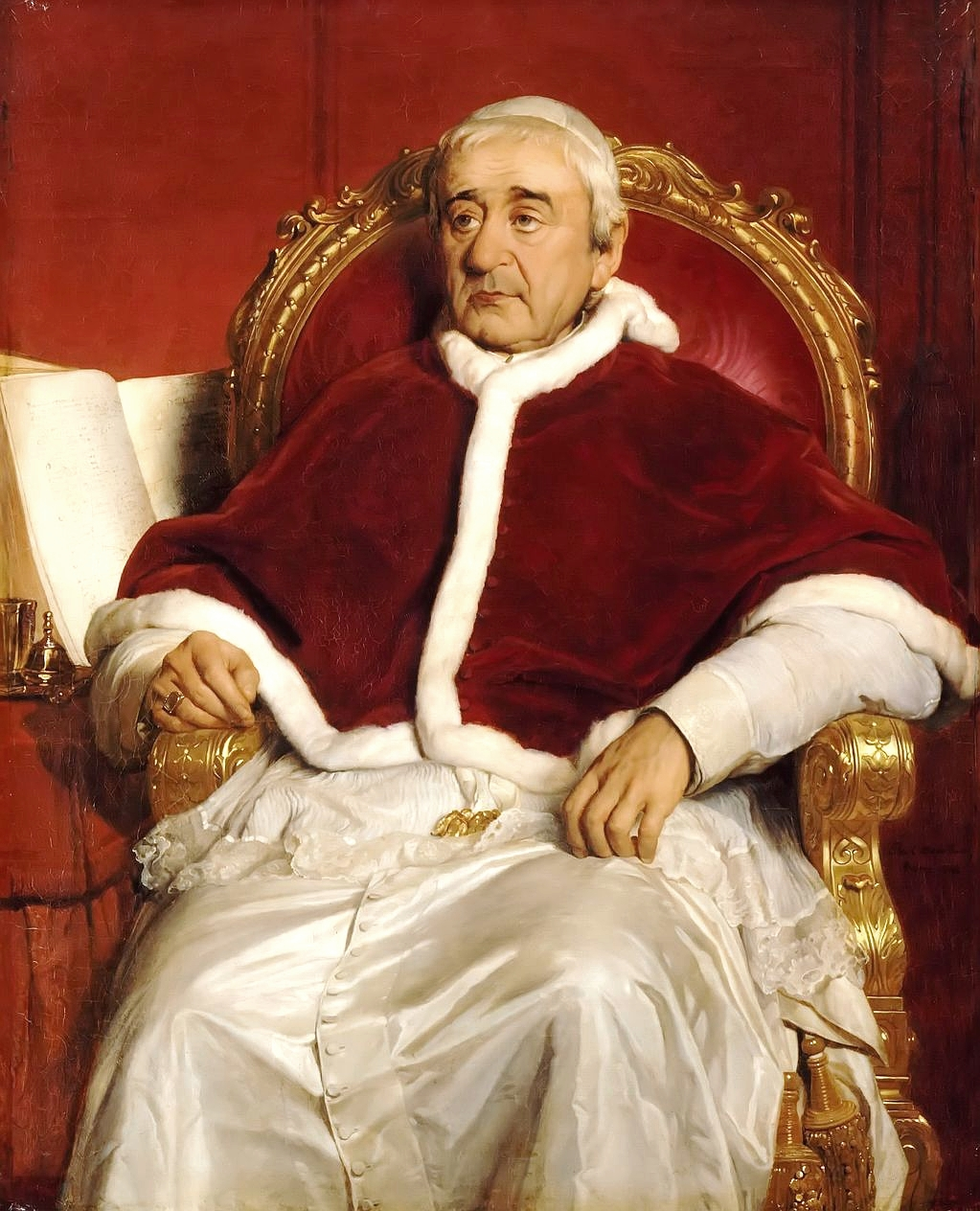
Le pape Grégoire XVI cofondateur avec les évêques de Belgique par bref du 13 décembre 1833 de l'Université catholique de Malines devenue ensuite Université catholique de Louvain.

Le 8 novembre 1834, les évêques de Belgique autorisés par un bref du pape Grégoire XVI du 13 décembre 1833, fondèrent à Malines l'Université catholique de Belgique, usuellement appelée université catholique de Malines. Cette université qui n'avait pas encore de Faculté de droit fut rapidement dissoute et, à la suite de la suppression de l'Université d'État de Louvain le 15 août 1835, décida de s'établir la même année dans cette vieille cité universitaire, où elle prit lors de son installation à Louvain le 1er décembre 1835, le nom d’université catholique de Louvain. Celle-ci n'a aucun lien avec l'État et est une institution entièrement privée.
Son premier recteur, Monseigneur de Ram, veut, dans l'esprit de la reconquête catholique instaurée par Grégoire XVI en faire un rempart qui puisse s'opposer « aux ennemis de la religion » et faire obstacle « au progrès de ces funestes doctrines qui depuis un demi-siècle ont ébranlé les bases de la société » : « L’Université catholique, que nos premiers pasteurs ont rétablie à Louvain avec le concours du clergé et des fidèles, est une espèce de boulevard opposé aux ennemis de la religion et au progrès de ces funestes doctrines qui depuis un demi-siècle ont ébranlé les bases de la société. C’est un devoir impérieux pour nous de soutenir cette belle institution de notre crédit, de notre fortune, de nos talents » et « la jeunesse, que l'Université catholique aura formée, réalisera nos désirs ». Comme l'écrit Isidore Ndaywel è Nziem : « La Rome du pontificat de Grégoire XVI (1831-1846) fut en effet aux sources d'un mouvement de renouveau […] Dans ce deuxième tiers du siècle en effet, à l'époque de refondation de l'Université de Louvain, la notion de reconquête catholique en Occident était imprégnée d'un projet de retrouvailles avec un passé rêvé où Rome aurait tenu un rôle central, incarnant la rupture avec la Révolution Française et présentant une véritable alternative aux avancées du libéralisme moderne ».
C'est donc à partir de 1835 que commence à Louvain l'histoire de l'actuelle Faculté de droit et de criminologie.
Dès le début de l'université catholique de Louvain, l'abbé Pierre de Ram, premier recteur et fondateur, soucieux du renom de son université chercha à constituer un corps professoral de valeur, mais dans le domaine du droit belge, contrairement aux autres facultés, il ne lui était pas possible de recruter des professeurs étrangers, et il dut choisir uniquement, à l'exception du comte Charles de Coux, des professeurs régnicoles. Son choix toutefois ne fut pas facile car la plupart des juristes belges de l'époque sortaient soit de l'ancienne université de Louvain et étaient imprégnés de joséphisme et de fébronianisme, dans la mouvance des Lambrechts, Le Plat, Doutrepont ou Jacquelart, soit sortaient de l'enseignement de l'État contre lequel était instituée l'université catholique de Louvain, comme l'école de droit de Bruxelles, fondée par Napoléon, où les trois universités d'État créées à l'époque du royaume uni des Pays-Bas, parmi lesquelles l'université d'État de Louvain elle-même, dont l'existence fut par la suite considérée comme un sujet tabou et officiellement dépréciée comme sans valeur par l'Université catholique, mais où furent pourtant formés plusieurs des futurs professeurs de la Faculté de droit de la nouvelle université catholique. Il était nécessaire, en effet, aux yeux du rectorat de trouver des juristes pouvant soutenir la lutte de leur université contre les libéraux anti-cléricaux. Son choix se porta ainsi sur une série de professeurs de qualité, tous issus des universités de l'État, qui marquèrent de leur empreinte les débuts de l'enseignement dans la faculté de droit et dont les chaires continuèrent sans interruption jusqu'à nos jours.
Le premier cour d'économie politique fut donné dans la Faculté de philosophie et lettres préparatoire au droit par le comte Charles de Coux. Celui-ci avait commencé son enseignement à l'université catholique de Malines et obtint ensuite la chaire d'économie politique à l'université catholique de Louvain. Ce converti qui avait "traversé l'épreuve du doute", fut soupçonné d'être favorable aux idées de Lamennais et avait dû faire sa soumission publique aux deux encycliques de Grégoire XVI contre cet penseur chrétien. Ce fut son disciple et ami Charles Périn qui lui succéda dans sa chaire d'économie politique, après avoir déjà succédé en 1841 à celle de droit constitutionnel de Charles Delcour. Charles Périn, adepte de l'ultramontanisme au point de s'attaquer aux partisans des libertés modernes et se croyant le défenseur de l'orthodoxie au sein de l'université, était également partisan du catholicisme social, ce qui provoqua la réprobation de Monseigneur Victor-Auguste Dechamps, cardinal et archevêque de Malines, qui l'obligea en 1881 d'aller s'expliquer en cour de Rome auprès du pape Léon XIII auquel il dut se soumettre et abjurer ses idées. Ce qui le contraignit, de retour à Louvain, à donner sa démission de sa chaire à la Faculté de droit. Charles Périn eut comme disciple le professeur Victor Brants qui publia sa biographie.

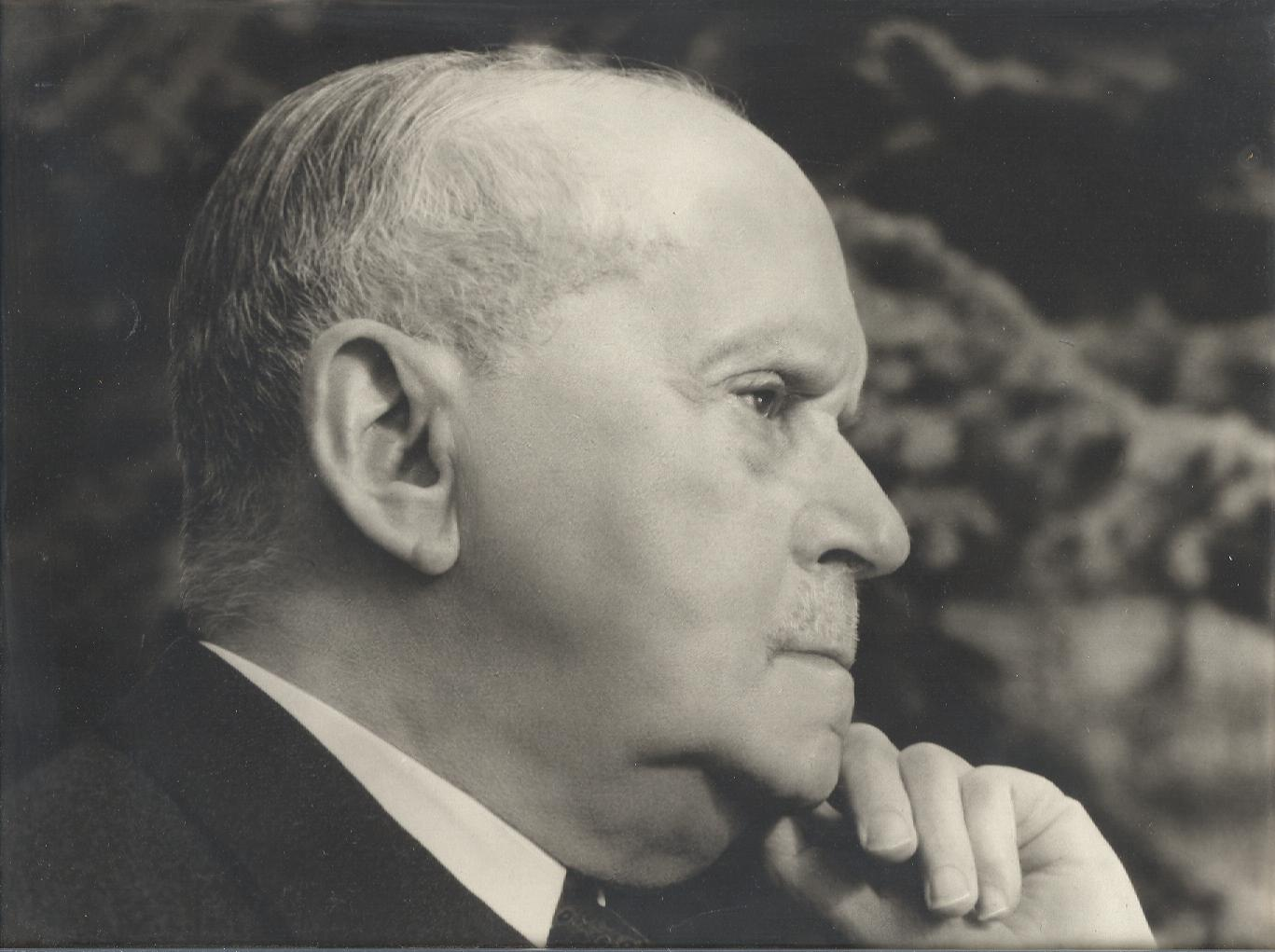
Charles De Visscher, professeur à la Faculté de droit de l'université catholique de Louvain.

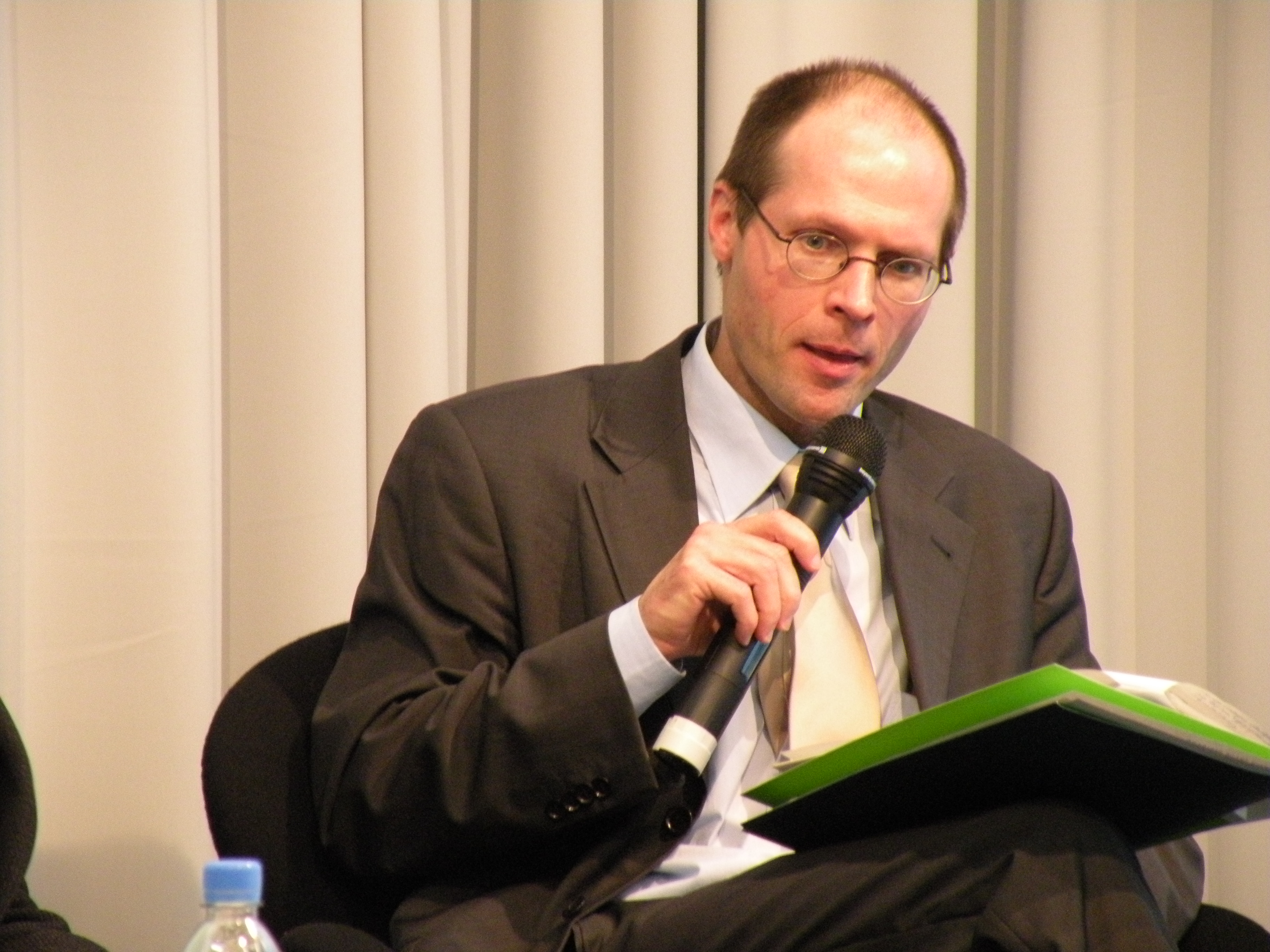
Olivier De Schutter, professeur à la Faculté de droit et de criminologie de l'UCLouvain, spécialiste du « Droit à l'alimentation ».

Parmi les autres professeurs de la première génération, il faut citer les frères Antoine Ernst (1797-1841), qui devint ministre de la Justice, qui avait pourtant obtenu son diplôme de licencié en droit de l'Université impériale à Bruxelles et avait enseigné auparavant comme professeur à l'université d'État de Liège et Jean Ernst, tous deux spécialisés dans le droit civil, et Charles Delcour qui enseigna le droit constitutionnel,  fit une importante carrière politique au sein du parti catholique et fut ministre de l'Intérieur.
Entre-temps, le succès de l'Université catholique de Louvain, après des débuts incertains, grandissait et en 1884 elle put célébrer avec grand faste et beaucoup d'éclat son cinquantième anniversaire.
À ces noms on peut ensuite ajouter ceux d'Alfred Schicks dont l'enseignement développait principalement le droit notarial, et de Jean-Joseph Thonissen, formé à l'Université d'État de Liège et défenseur des libertés constitutionnelles, dont les recherches et les cours portaient surtout sur le droit pénal et l'histoire du droit domaine de recherche qui se développa par la suite et que le professeur Philippe Godding illustra au XXe siècle.
Après la Première Guerre mondiale de nouvelles personnalités s'affirmèrent et marquèrent de leur empreinte de nombreuses générations d'étudiants. L'on peut citer les professeurs Jean Dabin, qui domina durant quarante ans la Faculté de sa science juridique, Charles De Visscher, pionnier du droit social et grande figure du droit international, et son frère Fernand De Visscher, spécialiste des droits de l'Antiquité et principalement du droit romain, dont il fit progresser la connaissance, ainsi qu'archéologue initiateur des fouilles d'Alba Fucens, le civiliste Émile van Dievoet, figure de proue de la section de langue néerlandaise et "père spirituel" d'une grande majorité des juristes flamands, René Piret, qui fut le premier à utiliser la méthode didactique de séminaires pratiques de droit dès 1927.

### Les premiers professeurs fondateurs de la Faculté de droit
Tout comme leurs confrères de la nouvelle Université libre de Bruxelles, fondée en 1834 peu après l'université catholique, les premiers professeurs de la Faculté de droit de l'université catholique de Louvain ont tous reçu leur formation dans l'enseignement de l'État et sortent soit de l'Université impériale à Bruxelles, soit de l'Université d'État de Louvain où ils reçurent l'enseignement d'éminents professeurs comme les Allemands Léopold Auguste Warnkoenig, formé à l'université de Heidelberg, Jean-François-Michel Birnbaum, formé à l'université d'Erlangen ou le français Adolphe Roussel, formé à l'Université d'État de Louvain et qui deviendra par la suite professeur à l'Université libre de Bruxelles ou bien par le belge Xavier Jacquelart, joséphiste et libéral, qui fut professeur à l'ancienne université de Louvain puis professeur à l'École de Droit  de l'Université impériale à Bruxelles avant de devenir professeur à la faculté de droit de l'Université d'État de Louvain mais qui jamais n'enseigna à l'université catholique.
Lorsque fut constituée la Faculté de droit de l'Université catholique de Louvain, les premiers professeurs qui y ont créé l'enseignement du droit qui s'y est poursuivi jusqu'à nos jours furent :
- L.-B. De Bruyn, professeur ordinaire, doyen de la faculté, enseigne les institutes du droit romain et les Pandectes ; rue de Namur, n° 148
- Gérard Ernst, professeur ordinaire ; enseigne le droit naturel ou la philosophie du droit et le droit civil moderne approfondi; place St-Jacques, n° 1. Docteur en droit de l'Université impériale à Bruxelles, il avait été professeur à l'Université impériale à Bruxelles, professeur à l'université de Liège puis recteur de cette université.
- Ignace Quirini, né à Louvain le 17 septembre 1803 et y décédé le 22 juillet 1861, fut député catholique, professeur ordinaire, enseigne les éléments du droit civil moderne et la procédure civile; petite rue des Corbeaux, n° 12. Il avait obtenu son diplôme de docteur en droit à l'Université d'État de Louvain en 1826. Lors de la séance parlementaire du 11 août il lutta au côté du libéral Charles Rogier pour sauver l'Université d'État de Louvain et la conserver à Louvain. Après l'échec de cette proposition et songeant au bien être économique de Louvain dont la prospérité a toujours été liée à l'existence d'une université, il usa de son influence politique pour faire transférer l'université catholique de Malines à Louvain.
- Charles Delcour, professeur extraordinaire, enseigne le droit public interne et externe et le droit administratif ; rue du Canal, n° 57.
- A. Thimus, professeur extraordinaire, enseigne le droit criminel ; rue du Canal, n° 57.
- Clément-Théodore-Adolphe Torné, né à Bruxelles, le 26 décembre 1810 et mort à Louvain, le 10 avril 1878, professeur agrégé, enseigne le droit commercial et le droit notarial ; rue de la Belle-Vue, n° 1. Clément-Théodore-Adolphe Torné, avait commencé des études de philosophie au petit séminaire de Malines. Il s'inscrivit ensuite dans l'enseignement de l'État et suivit les cours de l'Université d'État de Louvain dont il sortit docteur en droit en 1834.
- N.N…..enseigne le droit coutumier de la Belgique et les questions transitoires.
- Théodore-J.-C. Smolders, (Louvain, 26 juillet 1809 - y décédé le 7 août 1899), professeur extraordinaire, secrétaire de la faculté, enseigne l’encyclopédie du droit et l’histoire du droit romain ; rue des Chats, n° 22. Théodore Smolders sortait de l'enseignement de l'État et avait obtenu son diplôme de docteur en droit à l'Université d'État de Louvain. Il devint avocat au barreau de cette ville. Il fut très souvent bâtonnier du barreau de Louvain. Il fut bourgmestre de Louvain de 1869 à 1872.

## Organisation de la Faculté
Le processus de Bologne qui a uniformisé le système d'enseignement universitaire en Europe a obligé la Faculté à partir de 2005 d'adapter ses programmes d'enseignement à cette réalité nouvelle.
Désormais l'ancien système de deux candidatures suivies de trois années de licence a été remplacé par trois années de baccalauréat, auxquelles succèdent deux années de master qui peuvent être suivis par des masters complémentaires d'un an. Il existe aussi pour ceux qui n'ont pas la possibilité de suivre un horaire de jour un master en droit à horaire décalé.

### Faculté DRTB sur le site Saint-Louis - Bruxelles
À la suite du processus de fusion entre l'université catholique de Louvain et l'université Saint-Louis - Bruxelles entamé en 2016, les facultés du campus Saint-Louis intègrent l'UCLouvain à partir de la rentrée académique de septembre 2023.
La Faculté de droit de l'UCLouvain Saint-Louis - Bruxelles (DROI, abrégée DRTB dès 2023) est une entité distincte de la faculté DRT néo-louvaniste. Établie à Bruxelles en 1960, elle offre des formations dans le même domaine que la faculté de droit néo-louvaniste. Les deux facultés collaborent également, avec un recrutement commun de personnel ou des formations en co-diplômation. Il est par ailleurs prévu de fusionner les deux facultés à l'issue d'une période transitoire.

## L’École de criminologie
L’École de criminologie de l'université catholique de Louvain fut créée en 1929. Le Dr Étienne De Greeff y fut longtemps la figure marquante et y développa ses recherches et son enseignement. L'école de criminologie assure une formation spécialisée et pluridisciplinaire qui permet d’appréhender la criminalité dans toute sa complexité.
La formation s’articule autour de quatre pôles disciplinaires :
– droit pénal et pratiques pénales ;
– processus psychiques en jeu dans le passage à l’acte criminel ;
– facteurs sociaux du passage à l’acte et mécanismes sociaux de création de la loi pénale et des conditions de son application ;
– étude du comportement humain dans son interaction avec les dimensions biologique, sociale et psychologique.
Elle organise un master en criminologie, une année d'études préparatoires au master en criminologie, la mineure en criminologie ainsi que le doctorat en criminologie.

## Recherche
L’Institut pour la recherche interdisciplinaire en sciences juridiques JUR-I est adossé à la Faculté de droit et criminologie de l'UCLouvain. Il est conçu comme un lieu et un instrument de réflexion, d’élaboration et de structuration de la recherche en sciences juridiques. Il fédère les centres de recherches et les chaires qui le constituent. 

### Centres de recherche
- PJES - Pôle JUR-I de droit économique et social
  - Centre de recherche interdisciplinaire "Droit, entreprise et société" - Jean Renauld (CRIDES)
- PJIE - Pôle JUR-I de droit international et européen
  - Centre Charles De Visscher pour le droit international et européen (CeDIE)
- PJPC - Pôle JUR-I de droit pénal et criminologie
  - Centre de recherche interdisciplinaire sur la déviance et la pénalité (CRID&P)
- PJPR - Pôle JUR-I de droit privé
  - Centre de droit privé (CPRI)
  - Centre de la personne, de la famille et de son patrimoine (CeFAP)
  - Centre de droit médical et biomédical (CDMB)
- PJPU - Pôle JUR-I de droit public
  - Centre Montesquieu d'études de l'action publique (MONT)
  - Centre de recherche sur l’État et la Constitution (CRECO)
- PJTD - Pôle JUR-I de théorie du droit
  - Centre de philosophie du droit (CPDR)

### Chaires et groupes de recherche
- Centre de droit de la consommation (CDC)
- Séminaire de droit de l'urbanisme et de l'environnement
- Chaire de droit européen
- Chaire PwC de droit fiscal

## Prix Baron van Dievoet pour le développement de la science juridique
Le prix Baron van Dievoet a pour but de favoriser le développement de la science juridique en encourageant la publication d'ouvrages de droit. Ce prix est attribué tous les cinq ans à partir du 1er janvier 1989, pour un ouvrage consacré à l'étude du droit et rédigé respectivement en français et en néerlandais.
Les ouvrages proposés pour l'obtention du Prix doivent traiter du droit privé dans le sens large du terme et comprend le droit commercial (en particulier les assurances et les opérations de crédit), la procédure civile, le droit international privé, le droit privé comparé et l'histoire du droit privé.

## Liste des doyen.nes
- Bernard Dubuisson : 2009 - 2012 ; 2021-2023
- Marc Fallon : 2012- 2016
- Pierre-Paul Van Gehuchten : 2016 - 2017
- Geneviève Schamps : 2017 - 2021
- Edoardo Traversa : 2023 -

## Alumni de la Faculté de droit de l'université catholique de Louvain
- Thomas d'Ansembourg
- André Antoine
- Pascal Arimont
- Françoise Bertieaux
- Serge Brammertz
- Christian Brotcorne
- Bernard Caprasse
- Benoît Cerexhe
- Jean-Marie Cheffert
- Raoul Claes
- Marie-Hélène Crombé-Berton
- Jean-Luc Crucke
- Olivier De Schutter
- Vincent Decroly
- Francis Delpérée
- Jacques Étienne
- Joseph George
- Pieter Huys (avocat)
- Gilles de Kerchove
- Naïm Khader
- Pierre Laconte
- Karl-Heinz Lambertz
- Stéphanie Mahieu
- Denis Mathen
- Philippe Maystadt
- Alexander Miesen
- Joëlle Milquet
- Pierre-Yves Monette
- Clotilde Nyssens
- Oliver Paasch
- Antoine Tanzilli
- Guy Ullens
- Cédric Visart de Bocarmé
- Jean-Paul Wahl
- Melchior Wathelet (fils)